# ماری ولش همینگوی
ماری ولش همینگوی (انگلیسی: Mary Welsh Hemingway؛ ۵ آوریل ۱۹۰۸ – ۲۶ نوامبر ۱۹۸۶) نویسنده و روزنامه‌نگار آمریکایی بود. وی در سال ۱۹۴۶ با ارنست همینگوی ازدواج کرد و تا زمان مرگ این نویسنده نامدار آمریکایی همسر او بود. ماری ولش در زمان جنگ جهانی دوم در اروپا به عنوان خبرنگار جنگ مشغول به کار بود.